# ميتشل مالهيرن
ميتشل مالهيرن (بالإنجليزية: Mitchell Mulhern)‏ مواليد 22 يناير 1991، هو دراج أسترالي.

## الميداليات
| الميدالية | المسابقة                               |
| --------- | -------------------------------------- |
| برونزية   | بطولة العالم للدراجات على المضمار 2015 |

## روابط خارجية
- ميتشل مالهيرن على موقع الاتحاد الدولي للدراجات (الإنجليزية)
- ميتشل مالهيرن على موقع أرشيف الدراجات (الإنجليزية)
- ميتشل مالهيرن على موقع إحصائيات الدراجات الإحترافية (الإنجليزية)
- ميتشل مالهيرن على موقع نسبة الدراجات (الإنجليزية)